# Língua lacandona
Lacandão (Jach-tʼaan na ortografia revisada do Instituto Nacional de Lenguas Indígenas) é uma língua maia falada por cerca de 600 pessoas da etnia Lacandon no estado de Chiapas no México.  Em Chiapas, o Lacandon é falado em Betel Lacanjá San Quintín, Lago Metzaboc, Metzaboc e Najá.
Os falantes nativos de Lacandão referem-se à sua língua como "Jach tʼaan" ou "Hach t'an". A maioria dos Lacandones fala de Lacandon Maia. A maioria também fala espanhol.

## Fonologia

### Consoantes
|             |             | Labial  | Alveolar  | Palatal   | Velar   | Glotal |
| ----------- | ----------- | ------- | --------- | --------- | ------- | ------ |
| Nasal       | Nasal       | m [m]   | n [n]     |           |         |        |
| Plosiva     | aspirada    | p [p̪ʰ]1 | t [tʰ]    |           | k [kʰ]  | 7 [ʔ]  |
| Plosiva     | ejetiva     | pʼ [pʼ] | tʼ [tʼ]   |           | kʼ [kʼ] | 7 [ʔ]  |
| Plosiva     | implosiva   | bʼ [ɓ]  |           |           |         | 7 [ʔ]  |
| Africada    | aspirada    |         | tz [tsʰ]  | ch [tʃʰ]  |         |        |
| Africada    | ejetiva     |         | tzʼ [tsʼ] | chʼ [tʃʼ] |         |        |
| Fricativa   | Fricativa   |         | s [s]     | x [ʃ]     |         | h [ʜ]  |
| Aproximante | Aproximante |         | l [l]     | y [j]     | w [ʋ]   |        |
| Vibrante    | Vibrante    |         | r [ɾ]     |           |         |        |

## Amostra de texto
Pai Nosso
Caj u yaꞌaraj Jesús:―A jeꞌ quin camsic techex. Cʌnex a tꞌʌnex Cꞌuj. Arex tiꞌ Cꞌuj: Ic Tet caꞌanan, ca waꞌariquex tiꞌ. Caꞌ u sʌjtejob a cꞌabaꞌ tu cotor mac, Cꞌuj. Sebquintej a tar Cꞌuj quir a reyintic Cꞌuj ich yocꞌocab ―quechex tiꞌ―. Caꞌ in quibob a tꞌʌn Cꞌuj teꞌ yocꞌocab an ten bic u quibicob a tar caꞌananoꞌ, a yʌjmasirob a tꞌʌn tech Cꞌuj ―quechex tiꞌ―. Chuquej tenob in woꞌoch waj, soc tiꞌtiꞌ tenob. Caꞌ a jawsej in siꞌpirob ―quechex tiꞌ Cꞌuj―, an ten bic caꞌ in jawsej u siꞌpirob in racꞌob. Taquej a tenob, tu cu tumtic in worob a quisinoꞌ ―quechex tiꞌ Cꞌuj―. A techoꞌ, Cꞌuj, cꞌuchaꞌan a wor a reyintic ich yocꞌocab. A techoꞌ, Cꞌuj, yʌn a mucꞌ quir a reyintic ich yocꞌocab. Caꞌ u quiꞌ cꞌujintiquech, Cꞌuj, tu cotor mac ich yocꞌocab. Caꞌ u cꞌujintiquech munt qꞌuin ―quechex ti